# Ćenovac
Ćenovac (izvirno srbsko Ћеновац) je naselje v Srbiji, ki upravno spada pod Občino Lebane; slednja pa je del Jablaniškega upravnega okraja.

## Demografija
V naselju, katerega izvirno (srbsko-cirilično) ime je Ћеновац, živi 328 polnoletnih prebivalcev, pri čemer je njihova povprečna starost 40,2 let (40,5 pri moških in 39,9 pri ženskah). Naselje ima 100 gospodinjstev, pri čemer je povprečno število članov na gospodinjstvo 4,23.
To naselje je, glede na rezultate popisa iz leta 2002, večinoma srbsko.
|  |

| Demografija | Demografija     | Demografija     |
| Leto        | Št. prebivalcev | Št. prebivalcev |
| ----------- | --------------- | --------------- |
|             |                 |                 |
|             |                 |                 |
|             |                 |                 |
|             |                 |                 |
| 1948        | 347             |                 |
| 1953        | 388             |                 |
| 1961        | 392             |                 |
| 1971        | 398             |                 |
| 1981        | 433             |                 |
| 1991        | 457             | 457             |
| 2002        | 430             | 423             |
|             |                 |                 |

| Etnična sestava po popisu iz leta 2002 | Etnična sestava po popisu iz leta 2002 | Etnična sestava po popisu iz leta 2002 | Etnična sestava po popisu iz leta 2002 | Etnična sestava po popisu iz leta 2002 |
| -------------------------------------- | -------------------------------------- | -------------------------------------- | -------------------------------------- | -------------------------------------- |
| Srbi                                   | Srbi                                   |                                        | 367                                    | 86,76%                                 |
| Romi                                   | Romi                                   |                                        | 55                                     | 13,00%                                 |
| Neznano                                | Neznano                                |                                        | 0                                      | 0,0%                                   |